# East Los High
East Los High est une série télévisée américano-espagnol en streaming créée par Carlos Portugal et Kathleen Bedoya et diffusée entre le 3 juin 2013 et le 15 juillet 2016 sur la plateforme de streaming Hulu.
En Belgique, la série est diffusée depuis le 26 juin 2013 sur Be 1 et depuis le 25 octobre 2014 sur RTL-TVI, et en France, elle est diffusée depuis le 4 novembre 2013 sur Canal+, et rediffusée depuis le 16 novembre 2015 sur M6.
En Suisse, elle est diffusée depuis le 28 août 2015 sur RTS Un et RTS Deux, et au Québec depuis le 28 mars 2016 sur Séries+.
La série était aussi proposée par Netflix jusqu'au 11 octobre 2015 puis Amazon Prime à partir du 2 novembre 2015.

## Synopsis
La série se déroule sur deux cousins ados qui adore Jacob, le joueur de football.

## Épisodes

### Saison 1 (2013)

#### Épisode 1:La reine et le roi, l'hiver de l'année
- États-Unis : 3 juin 2013 sur Hulu
- Belgique : 26 juin 2013 sur Be 1
- France : 4 novembre 2013 sur Canal+
- Suisse : 28 août 2015 sur RTS Un et RTS Deux
- Québec : 28 mars 2016 sur SÉRIES+

- États-Unis : 1,44 million de téléspectateurs[1] (première diffusion)

#### Épisode 2:Le sein-patron des causes perdues
- États-Unis : 3 juin 2013 sur Hulu
- Belgique : 3 juillet 2013 sur Be 1
- France : 11 novembre 2013 sur Canal+
- Suisse : 4 septembre 2015 sur RTS Un et RTS Deux
- Québec : 4 avril 2016 sur SÉRIES+

- États-Unis : 1,44 million de téléspectateurs[1] (première diffusion)

#### Épisode 3:Pour qui sonne la bombe
- États-Unis : 4 juin 2013 sur Hulu
- Belgique : 10 juillet 2013 sur Be 1
- France : 18 novembre 2013 sur Canal+
- Suisse : 11 septembre 2015 sur RTS Un et RTS Deux
- Québec : 5 avril 2016 sur SÉRIES+

- États-Unis : 1,44 million de téléspectateurs[1] (première diffusion)

#### Épisode 4:Les plus grands chefs
- États-Unis : 5 juin 2013 sur Hulu
- Belgique : 17 juillet 2013 sur Be 1
- France : 25 novembre 2013 sur Canal+
- Suisse : 18 septembre 2015 sur RTS Un et RTS Deux
- Québec : 6 avril 2016 sur SÉRIES+

- États-Unis : 1,44 million de téléspectateurs[1] (première diffusion)

#### Épisode 5:Mission infiltration
- États-Unis : 6 juin 2013 sur Hulu
- Belgique : 24 juillet 2013 sur Be 1
- France : 2 décembre 2013 sur Canal+
- Suisse : 25 septembre 2015 sur RTS Un et RTS Deux
- Québec : 7 avril 2016 sur SÉRIES+

- États-Unis : 1,44 million de téléspectateurs[1] (première diffusion)

#### Épisode 6:Panne d'inspiration
- États-Unis : 7 juin 2013 sur Hulu
- Belgique : 31 juillet 2013 sur Be 1
- France : 9 décembre 2013 sur Canal+
- Suisse : 2 octobre 2015 sur RTS Un et RTS Deux
- Québec : 11 avril 2016 sur SÉRIES+

- États-Unis : 1,44 million de téléspectateurs[1] (première diffusion)

#### Épisode 7:Est-ce que tu deviens juste un patron?
- États-Unis : 10 juin 2013 sur Hulu
- Belgique : 7 août 2013 sur Be 1
- France : 16 décembre 2013 sur Canal+
- Suisse : 9 octobre 2015 sur RTS Un et RTS Deux
- Québec : 12 avril 2016 sur SÉRIES+

- États-Unis : 1,44 million de téléspectateurs[1] (première diffusion)

#### Épisode 8:La recette secrète de Maya
- États-Unis : 11 juin 2013 sur Hulu
- Belgique : 14 août 2013 sur Be 1
- France : 6 janvier 2014 sur Canal+
- Suisse : 16 octobre 2015 sur RTS Un et RTS Deux
- Québec : 13 avril 2016 sur SÉRIES+

- États-Unis : 1,44 million de téléspectateurs[1] (première diffusion)

#### Épisode 9:Certains types font tout le boulot
- États-Unis : 12 juin 2013 sur Hulu
- Belgique : 21 août 2013 sur Be 1
- France : 17 février 2014 sur Canal+
- Suisse : 23 octobre 2015 sur RTS Un et RTS Deux
- Québec : 14 avril 2016 sur SÉRIES+

- États-Unis : 1,44 million de téléspectateurs[1] (première diffusion)

#### Épisode 10:Pourquoi j'ai dû être une fille avec un gros ventre?
- États-Unis : 13 juin 2013 sur Hulu
- Belgique : 28 août 2013 sur Be 1
- France : 24 février 2014 sur Canal+
- Suisse : 30 octobre 2015 sur RTS Un et RTS Deux
- Québec : 15 avril 2016 sur SÉRIES+

- États-Unis : 1,44 million de téléspectateurs[1] (première diffusion)

#### Épisode 11:Nous ne devrions pas faire ça
- États-Unis : 14 juin 2013 sur Hulu
- Belgique : 4 septembre 2013 sur Be 1
- France : 1er mars 2014 sur Canal+
- Suisse : 6 novembre 2015 sur RTS Un et RTS Deux
- Québec : 2 mai 2016 sur SÉRIES+

- États-Unis : 1,44 million de téléspectateurs[1] (première diffusion)

#### Épisode 12:Je vais lui donner ce qu'il veut
- États-Unis : 17 juin 2013 sur Hulu
- Belgique : 11 septembre 2013 sur Be 1
- France : 3 mars 2014 sur Canal+
- Suisse : 13 novembre 2015 sur RTS Un et RTS Deux
- Québec : 3 mai 2016 sur SÉRIES+

- États-Unis : 1,44 million de téléspectateurs[1] (première diffusion)

#### Épisode 13: Un mois plus tard
- États-Unis : 18 juin 2013 sur Hulu
- Belgique : 18 septembre 2013 sur Be 1
- France : 10 mars 2014 sur Canal+
- Suisse : 20 novembre 2015 sur RTS Un et RTS Deux
- Québec : 4 mai 2016 sur SÉRIES+

- États-Unis : 1,44 million de téléspectateurs[1] (première diffusion)

#### Épisode 14:Zut alors! Pourquoi on a dû attendre?
- États-Unis : 19 juin 2013 sur Hulu
- Belgique : 25 septembre 2013 sur Be 1
- France : 17 mars 2014 sur Canal+
- Suisse : 27 novembre 2015 sur RTS Un et RTS Deux
- Québec : 5 mai 2016 sur SÉRIES+

- États-Unis : 1,44 million de téléspectateurs[1] (première diffusion)

#### Épisode 15:Je ne pense pas que je peux faire ça
- États-Unis : 20 juin 2013 sur Hulu
- Belgique : 2 octobre 2013 sur Be 1
- France : 5 mai 2014 sur Canal+
- Suisse : 4 décembre 2015 sur RTS Un et RTS Deux
- Québec : 6 mai 2016 sur SÉRIES+

- États-Unis : 1,44 million de téléspectateurs[1] (première diffusion)

#### Épisode 16:Elle t'a bousillé
- États-Unis : 21 juin 2013 sur Hulu
- Belgique : 9 octobre 2013 sur Be 1
- France : 12 mai 2014 sur Canal+
- Suisse : 11 décembre 2015 sur RTS Un et RTS Deux
- Québec : 9 mai 2016 sur SÉRIES+

- États-Unis : 1,44 million de téléspectateurs[1] (première diffusion)

#### Épisode 17:Je pensait qu'elle morte
- États-Unis : 24 juin 2013 sur Hulu
- Belgique : 16 octobre 2013 sur Be 1
- France : 19 mai 2014 sur Canal+
- Suisse : 18 décembre 2015 sur RTS Un et RTS Deux
- Québec : 10 mai 2016 sur SÉRIES+

- États-Unis : 1,44 million de téléspectateurs[1] (première diffusion)

#### Épisode 18:Le cœur savait presque
- États-Unis : 25 juin 2013 sur Hulu
- Belgique : 23 octobre 2013 sur Be 1
- France : 6 septembre 2014 sur Canal+
- Suisse : 25 décembre 2015 sur RTS Un et RTS Deux
- Québec : 11 mai 2016 sur SÉRIES+

- États-Unis : 1,44 million de téléspectateurs[1] (première diffusion)

#### Épisode 19:Elle est ma mère
- États-Unis : 26 juin 2013 sur Hulu
- Belgique : 30 octobre 2013 sur Be 1
- France : 13 septembre 2014 sur Canal+
- Suisse : 14 janvier 2016 sur RTS Un et RTS Deux
- Québec : 12 mai 2016 sur SÉRIES+

- États-Unis : 1,44 million de téléspectateurs[1] (première diffusion)

#### Épisode 20:Elle a avalé un lombric
- États-Unis : 27 juin 2013 sur Hulu
- Belgique : 6 novembre 2013 sur Be 1
- France : 20 septembre 2014 sur Canal+
- Suisse : 21 janvier 2016 sur RTS Un et RTS Deux
- Québec : 13 mai 2016 sur SÉRIES+

- États-Unis : 1,44 million de téléspectateurs[1] (première diffusion)

#### Épisode 21:Dans le sang ou la monnaie
- États-Unis : 28 juin 2013 sur Hulu
- Belgique : 13 novembre 2013 sur Be 1
- France : 27 septembre 2014 sur Canal+
- Suisse : 28 janvier 2016 sur RTS Un et RTS Deux
- Québec : 16 mai 2016 sur SÉRIES+

- États-Unis : 1,44 million de téléspectateurs[1] (première diffusion)

#### Épisode 22:Ton temps est en coulé
- États-Unis : 1er juillet 2013 sur Hulu
- Belgique : 20 novembre 2013 sur Be 1
- France : 6 octobre 2014 sur Canal+
- Suisse : 11 février 2016 sur RTS Un et RTS Deux
- Québec : 17 mai 2016 sur SÉRIES+

- États-Unis : 1,44 million de téléspectateurs[1] (première diffusion)

#### Épisode 23:Construisez un avenir terne et digne de vous
- États-Unis : 2 juillet 2013 sur Hulu
- Belgique : 27 novembre 2013 sur Be 1
- France : 4 octobre 2014 sur Canal+
- Suisse : 25 février 2016 sur RTS Un et RTS Deux
- Québec : 18 mai 2016 sur SÉRIES+

- États-Unis : 1,44 million de téléspectateurs[1] (première diffusion)

#### Épisode 24:Les filles ne font pas
- États-Unis : 3 juillet 2013 sur Hulu
- Belgique : 4 décembre 2013 sur Be 1
- France : 13 octobre 2014 sur Canal+
- Suisse : 3 mars 2016 sur RTS Un et RTS Deux
- Québec : 19 mai 2016 sur SÉRIES+

- États-Unis : 1,44 million de téléspectateurs[1] (première diffusion)

### Saison 2 (2014)

#### Épisode 1:Nouveau coach, danse de la maçonnerie
- États-Unis : 7 juillet 2014 sur Hulu
- Belgique : 7 mars 2015 sur Be 1
- France : 3 novembre 2014 sur Canal+
- Suisse : 19 mars 2016 sur RTS Un et RTS Deux
- Québec : 27 août 2016 sur Vrak

- États-Unis : 1,44 million de téléspectateurs[1] (première diffusion)

#### Épisode 2:Potes meilleurs et bénéficiés
- États-Unis : 8 juillet 2014 sur Hulu
- Belgique : 8 mars 2015 sur Be 1
- France : 4 novembre 2014 sur Canal+
- Suisse : 26 mars 2016 sur RTS Un et RTS Deux
- Québec : 10 septembre 2016 sur Vrak

- États-Unis : 1,44 million de téléspectateurs[1] (première diffusion)

#### Épisode 3:Exactement comme dans Star Fighter!
- États-Unis : 9 juillet 2014 sur Hulu
- Belgique : 14 mars 2015 sur Be 1
- France : 5 novembre 2014 sur Canal+
- Suisse : 2 avril 2016 sur RTS Un et RTS Deux
- Québec : 24 septembre 2016 sur Vrak

- États-Unis : 1,44 million de téléspectateurs[1] (première diffusion)

#### Épisode 4:Reine moche, roi des débiles
- États-Unis : 10 juillet 2014 sur Hulu
- Belgique : 15 mars 2015 sur Be 1
- France : 6 novembre 2014 sur Canal+
- Suisse : 9 avril 2016 sur RTS Un et RTS Deux
- Québec : 19 septembre 2016 sur Vrak

- États-Unis : 1,44 million de téléspectateurs[1] (première diffusion)

#### Épisode 5:Génialitude
- États-Unis : 11 juillet 2014 sur Hulu
- Belgique : 21 mars 2015 sur Be 1
- France : 7 novembre 2014 sur Canal+
- Suisse : 23 avril 2016 sur RTS Un et RTS Deux
- Québec : 20 septembre 2016 sur Vrak

- États-Unis : 1,44 million de téléspectateurs[1] (première diffusion)

#### Épisode 6:Va t' catcher, vilain!
- États-Unis : 14 juillet 2014 sur Hulu
- Belgique : 27 avril 2015 sur Be 1
- France : 10 novembre 2014 sur Canal+
- Suisse : 30 avril 2016 sur RTS Un et RTS Deux
- Québec : 21 septembre 2016 sur Vrak

- États-Unis : 1,44 million de téléspectateurs[1] (première diffusion)

#### Épisode 7:Un peu nippone d'âme
- États-Unis : 15 juillet 2014 sur Hulu
- Belgique : 11 mai 2015 sur Be 1
- France : 11 novembre 2014 sur Canal+
- Suisse : 14 mai 2016 sur RTS Un et RTS Deux
- Québec : 22 septembre 2016 sur Vrak

- États-Unis : 1,44 million de téléspectateurs[1] (première diffusion)

#### Épisode 8:Maison en jeu
- États-Unis : 16 juillet 2014 sur Hulu
- Belgique : 18 mai 2015 sur Be 1
- France : 12 novembre 2014 sur Canal+
- Suisse : 17 juillet 2016 sur RTS Un et RTS Deux
- Québec : 23 septembre 2016 sur Vrak

- États-Unis : 1,44 million de téléspectateurs[1] (première diffusion)

#### Épisode 9:Les Miss Reines de Beauté ne dé-charge pas
- États-Unis : 17 juillet 2014 sur Hulu
- Belgique : 25 mai 2015 sur Be 1
- France : 13 novembre 2014 sur Canal+
- Suisse : 17 septembre 2016 sur RTS Un et RTS Deux
- Québec : 15 octobre 2016 sur Vrak

- États-Unis : 1,44 million de téléspectateurs[1] (première diffusion)

#### Épisode 10:Sûrement Mick, complètement Mac
- États-Unis : 18 juillet 2014 sur Hulu
- Belgique : 3 juin 2015 sur Be 1
- France : 14 novembre 2014 sur Canal+
- Suisse : 1er octobre 2016 sur RTS Un et RTS Deux
- Québec : 29 octobre 2016 sur Vrak

- États-Unis : 1,44 million de téléspectateurs[1] (première diffusion)

#### Épisode 11:C'était un acné-dent!
- États-Unis : 21 juillet 2014 sur Hulu
- Belgique : 4 juin 2015 sur Be 1
- France : 6 décembre 2014 sur Canal+
- Suisse : 22 octobre 2016 sur RTS Un et RTS Deux
- Québec : 17 octobre 2016 sur Vrak

- États-Unis : 1,44 million de téléspectateurs[1] (première diffusion)

#### Épisode 12:Test-amande
- États-Unis : 22 juillet 2014 sur Hulu
- Belgique : 5 juin 2015 sur Be 1
- France : 12 décembre 2014 sur Canal+
- Suisse : 8 octobre 2016 sur RTS Un et RTS Deux
- Québec : 18 octobre 2016 sur Vrak

- États-Unis : 1,44 million de téléspectateurs[1] (première diffusion)

### Saison 3 (2015)

#### Épisode 1:Virgin Los High
- États-Unis : 13 juillet 2015 sur Hulu
- France : 14 décembre 2015 sur Canal+
- Belgique : 28 mars 2016 sur La Deux
- Suisse : 3 décembre 2016 sur RTS Un et RTS Deux
- Québec : 19 octobre 2016 sur Vrak

- États-Unis : 1,44 million de téléspectateurs[1] (première diffusion)

#### Épisode 2:Le retour des B-52's
- États-Unis : 13 juillet 2015 sur Hulu
- France : 16 décembre 2015 sur Canal+
- Belgique : 29 mars 2016 sur La Deux
- Suisse : 3 juin 2017 sur RTS Un et RTS Deux
- Québec : 20 octobre 2016 sur Vrak

- États-Unis : 1,44 million de téléspectateurs[1] (première diffusion)

#### Épisode 3:Coup de jeune
- États-Unis : 14 juillet 2015 sur Hulu
- France : 30 décembre 2015 sur Canal+
- Belgique : 13 avril 2016 sur La Deux
- Suisse : 10 novembre 2017 sur RTS Un et RTS Deux
- Québec : 18 mai 2017 sur Vrak

- États-Unis : 1,44 million de téléspectateurs[1] (première diffusion)

#### Épisode 4:Charity Lochness
- États-Unis : 13 juillet 2015 sur Hulu
- France : 14 décembre 2015 sur Canal+
- Belgique : 30 mars 2016 sur La Deux
- Suisse : 10 juin 2017 sur RTS Un et RTS Deux
- Québec : 7 novembre 2016 sur Vrak

- États-Unis : 1,44 million de téléspectateurs[1] (première diffusion)

#### Épisode 5:Ambigüemby
- États-Unis : 13 juillet 2015 sur Hulu
- France : 28 décembre 2015 sur Canal+
- Belgique : 31 mars 2016 sur La Deux
- Suisse : 17 juin 2017 sur RTS Un et RTS Deux
- Québec : 7 novembre 2016 sur Vrak

- États-Unis : 1,44 million de téléspectateurs[1] (première diffusion)

#### Épisode 6:Saint-Valentin pour tous!
- États-Unis : 13 juillet 2015 sur Hulu
- France : 17 décembre 2015 sur Canal+
- Belgique : 1er avril 2016 sur La Deux
- Suisse : 24 juin 2017 sur RTS Un et RTS Deux
- Québec : 8 novembre 2016 sur Vrak

- États-Unis : 1,44 million de téléspectateurs[1] (première diffusion)

#### Épisode 7:Trop de la balafre
- États-Unis : 14 juillet 2015 sur Hulu
- France : 16 décembre 2015 sur Canal+
- Belgique : 4 avril 2016 sur La Deux
- Suisse : 1er juillet 2017 sur RTS Un et RTS Deux
- Québec : 9 novembre 2016 sur Vrak

- États-Unis : 1,44 million de téléspectateurs[1] (première diffusion)

#### Épisode 8:Mangeurs mexicains, mangeuses mexicaines
- États-Unis : 14 juillet 2015 sur Hulu
- France : 29 décembre 2015 sur Canal+
- Belgique : 5 avril 2016 sur La Deux
- Suisse : 12 août 2017 sur RTS Un et RTS Deux
- Québec : 10 novembre 2016 sur Vrak

- États-Unis : 1,44 million de téléspectateurs[1] (première diffusion)

#### Épisode 9:Virée entre super-potes
- États-Unis : 14 juillet 2015 sur Hulu
- France : 24 décembre 2015 sur Canal+
- Belgique : 7 avril 2016 sur La Deux
- Suisse : 30 septembre 2017 sur RTS Un et RTS Deux
- Québec : 13 mars 2017 sur Vrak

- États-Unis : 1,44 million de téléspectateurs[1] (première diffusion)

#### Épisode 10:Mexique, Californie
- États-Unis : 14 juillet 2015 sur Hulu
- France : 30 décembre 2015 sur Canal+
- Belgique : 8 avril 2016 sur La Deux
- Suisse : 7 octobre 2017 sur RTS Un et RTS Deux
- Québec : 14 mars 2017 sur Vrak

- États-Unis : 1,44 million de téléspectateurs[1] (première diffusion)

#### Épisode 11:Grand Tic-Tac
- États-Unis : 15 juillet 2015 sur Hulu
- France : 24 décembre 2015 sur Canal+
- Belgique : 11 avril 2016 sur La Deux
- Suisse : 21 octobre 2017 sur RTS Un et RTS Deux
- Québec : 15 mars 2017 sur Vrak

- États-Unis : 1,44 million de téléspectateurs[1] (première diffusion)

#### Épisode 12:Combat de danse!
- États-Unis : 15 juillet 2015 sur Hulu
- France : 29 décembre 2015 sur Canal+
- Belgique : 12 avril 2016 sur La Deux
- Suisse : 2 décembre 2017 sur RTS Un et RTS Deux
- Québec : 16 mars 2017 sur Vrak

- États-Unis : 1,44 million de téléspectateurs[1] (première diffusion)

### Saison 4 (2016)

#### Épisode 1:Homme orange et femme marronne
- États-Unis : 11 juillet 2016 sur Hulu
- France : 19 septembre 2016 sur Amazon Prime FR
- France : 12 septembre 2016 sur TF1
- Belgique : 24 juillet 2017 sur La Deux
- Suisse : 6 novembre 2017 sur RTS Un et RTS Deux
- Québec : 15 mai 2017 sur Vrak

- États-Unis : 1,44 million de téléspectateurs[1] (première diffusion)

#### Épisode 2:Pas de chemise, pas de chaussures, pas de problème!
- États-Unis : 11 juillet 2016 sur Hulu
- France : 5 septembre 2016 sur Amazon Prime FR
- France : 13 septembre 2016 sur TF1
- Belgique : 25 juillet 2017 sur La Deux
- Suisse : 7 novembre 2017 sur RTS Un et RTS Deux
- Québec : 16 mai 2017 sur Vrak

- États-Unis : 1,44 million de téléspectateurs[1] (première diffusion)

#### Épisode 3:Texte avec un S
- États-Unis : 12 juillet 2016 sur Hulu
- France : 24 octobre 2016 sur Amazon Prime FR
- France : 14 septembre 2016 sur TF1
- Belgique : 26 juillet 2017 sur La Deux
- Suisse : 8 novembre 2017 sur RTS Un et RTS Deux
- Québec : 17 mai 2017 sur Vrak

- États-Unis : 1,44 million de téléspectateurs[1] (première diffusion)

#### Épisode 4:Eddie Marquis
- États-Unis : 12 juillet 2016 sur Hulu
- France : 14 novembre 2016 sur Amazon Prime FR
- France : 15 septembre 2016 sur TF1
- Belgique : 27 juillet 2017 sur La Deux
- Suisse : 9 novembre 2017 sur RTS Un et RTS Deux
- Québec : 12 juin 2017 sur Vrak

- États-Unis : 1,44 million de téléspectateurs[1] (première diffusion)